# Distrito electoral de Salem n.º 2
Salem No. 2 (en inglés: Salem No. 2 Precinct) es un distrito electoral ubicado en el condado de Edwards en el estado estadounidense de Illinois. En el Censo de 2010 tenía una población de 708 habitantes y una densidad poblacional de 16,3 personas por km².

## Geografía
Salem n.º 2 se encuentra ubicado en las coordenadas 38°31′45″N 88°1′46″O / 38.52917, -88.02944. Según la Oficina del Censo de los Estados Unidos, Salem n.º 2 tiene una superficie total de 43.43 km², de la cual 43.23 km² corresponden a tierra firme y (0.47%) 0.2 km² es agua.

## Demografía
Según el censo de 2010, había 708 personas residiendo en Salem n.º 2. La densidad de población era de 16,3 hab./km². De los 708 habitantes, Salem n.º 2 estaba compuesto por el 99.01% blancos, el 0.56% eran afroamericanos, el 0% eran amerindios, el 0.14% eran asiáticos, el 0% eran isleños del Pacífico, el 0% eran de otras razas y el 0.28% pertenecían a dos o más razas. Del total de la población el 0.42% eran hispanos o latinos de cualquier raza.